# غيلبرت دين
غيلبرت دين (بالإنجليزية: Gilbert Dean)‏ هو محامي وقاضي وسياسي أمريكي، ولد في 14 أغسطس 1819 في الولايات المتحدة، وتوفي في 12 أكتوبر 1870 في نفس البلد. حزبياً، نشط في الحزب الديمقراطي. وقد انتخب عضو مجلس النواب الأمريكي.